# 広島県道213号横尾停車場線
広島県道213号横尾停車場線（ひろしまけんどう213ごう よこおていしゃじょうせん）は、広島県福山市を通る一般県道である。

## 概要
JR西日本福塩線 横尾駅から国道313号横尾駅・横尾交番口交差点に至る。

### 路線データ
広島県告示第682号に基づく起終点および重要な経過地は次のとおり。
- 起点：福山市横尾町一丁目（横尾停車場[1]：JR西日本福塩線 横尾駅前）
- 終点：福山市横尾町一丁目（一般国道182号交点[1]：横尾駅・横尾交番口交差点、国道313号交点[注釈 2]）
- 重要な経過地：なし[1]
- 実延長：0.088 km[注釈 1][1]
- 面積：380 m2[注釈 1][1]

## 歴史
はじまりは、明治期から大正期の郡制時代に「千田村字横尾縣道ヨリ分岐両備鐵道横尾停車場」として、深安郡千田村字横尾（現在の福山市横尾町一丁目）において県道（現在の国道313号）と両備鉄道（現在のJR西日本福塩線）を結ぶ深安郡道横尾停車場線として郡道に認定されていた路線が原形。

### 年表
- 1960年（昭和35年）10月10日 - 広島県告示第682号により一般県道横尾停車場線（84号）として認定[1]。
- 1972年（昭和47年）11月1日 - 都道府県道標識導入による広島県の県道番号再編により、県道番号が現行のものに移行。
- 2007年（平成19年）11月5日 - 住居表示実施により地名が福山市横尾町から福山市横尾町一丁目に変わる。

## 路線状況

### 通称
- 横尾駅前通り

## 地理

### 通過する自治体
- 広島県
  - 福山市

### 交差する道路
| 交差する道路 | 交差する場所 | 交差する場所                    |
| ------------ | ------------ | ------------------------------- |
| 国道313号    | 横尾町一丁目 | 横尾駅・横尾交番口交差点 / 終点 |

### 沿線
- JR西日本福塩線 横尾駅
- 福山東警察署横尾交番